# Celatoblatta perpolita
Celatoblatta perpolita är en kackerlacksart som först beskrevs av M. Josephine Mackerras 1968.  Celatoblatta perpolita ingår i släktet Celatoblatta och familjen storkackerlackor. Inga underarter finns listade i Catalogue of Life.